# Ionela Cozmiuc
Ionela Livia Cozmiuc (născută Lehaci; n. 3 ianuarie 1995, Câmpulung Moldovenesc, Suceava, România) este o canotoare română, medaliată cu argint olimpic la Paris 2024.

## Carieră
Sportiva est legitimată în prezent la CS Dinamo București. În 2012, echipajul de două vâsle feminin — Andreea Asoltanei și Ionela Lehaci — a luat argintul la Mondialele de juniori de la Plovdiv (Bulgaria).
Doi ani mai târziu, la Campionatele Europene U23 desfășurate în Varese (Italia), același echipaj a cucerit din nou medalia de argint.
La regata preolimpică de la Lucerna, Lehaci s-a calificat în premieră la Jocurile Olimpice de vară din 2016 la dublu vâsle categorie ușoară, împreună cu Gianina-Elena Beleagă, unde s-a clasat pe locul 8.
La Campionatele Mondiale din 2017 și 2018 ei au cucerit aurul. La Campionatele Europene din 2020 au câștigat medalia de bronz. La Jocurile Olimpice de la Tokio au obținut locul 6.
La Campionatele Europene din 2022 de la München Ionela Cozmiuc a cucerit medalia de aur în proba de simplu vâsle.
În 2017 s-a căsătorit cu canotorul Marius Vasile Cozmiuc. Împreună cu soțul său a fost portdrapelul României la Jocurile Olimpice din 2024. Împreună cu Gianina van Groningen a câștigat medalia de argint la Paris. Trei săptămâni mai târziu a câștigat titlul mondial în proba de simplu vâsle.
Și fratele Florin Lehaci este un canotor.
În 2024 ea a primit Ordinul Meritul Sportiv clasa a II-a cu o baretă. Din 2025 este cetățean de onoare al Craiovei.

## Palmares competițional
| An   | Competiție                       | Locație                  | Loc | Eveniment | Note     |
| ---- | -------------------------------- | ------------------------ | --- | --------- | -------- |
| 2012 | Campionatele Mondiale de Juniori | Plovdiv, Bulgaria        | 2   | JW2x      | 7:23,470 |
| 2013 | Campionatele Mondiale U23        | Linz, Austria            | 4   | BLW2x     | 7:10,580 |
| 2014 | Campionatele Mondiale U23        | Varese, Italia           | 2   | BLW2x     | 7:03,680 |
| 2015 | Campionatele Mondiale U23        | Plovdiv, Bulgaria        | 5   | BLW2x     | 7:09,050 |
| 2016 | Campionatele Europene            | Brandenburg, Germania    | 6   | LW2x      | 8:20,050 |
| 2016 | Regata preolimpică               | Lucerna, Elveția         | 2   | LW2x      | 6:59,680 |
| 2016 | Jocurile Olimpice                | Rio de Janeiro, Brazilia | 8   | LW2x      | 7:24,61  |
| 2017 | Campionatele Mondiale            | Sarasota, Statele Unite  | 1   | LW2x      | 6:55,88  |
| 2018 | Campionatele Mondiale            | Plovdiv, Bulgaria        | 1   | LW2x      | 6:50,71  |
| 2019 | Campionatele Europene            | Poznań, Polonia          | 3   | LW2x      | 7:00,60  |
| 2021 | Jocurile Olimpice                | Tokio, Japonia           | 6   | LW2x      | 6:49,40  |
| 2022 | Campionatele Europene            | München, Germania        | 1   | LW1x      | 8:04,41  |
| 2022 | Campionatele Mondiale            | Račice, Cehia            | 1   | LW1x      | 7:42,59  |
| 2023 | Campionatele Europene            | Bled, Slovenia           | 1   | LW1x      | 7:32,43  |
| 2023 | Campionatele Mondiale            | Belgrad, Serbia          | 3   | LW2x      | 7:23,70  |
| 2024 | Campionatele Europene            | Seghedin, Ungaria        | 1   | LW2x      | 7:29,63  |
| 2024 | Jocurile Olimpice                | Paris, Franța            | 3   | LW2x      | 6:48,78  |
| 2024 | Campionatele Mondiale            | St. Catharines, Canada   | 1   | LW1x      | 7:29,92  |